# Bete Lago
Benedito Bergson de Carvalho Lago (Pedreiras, 3 de abril de 1937 - São Paulo, 16 de agosto de 2010) foi um advogado e político brasileiro. Filiado ao PDT, foi deputado estadual do Maranhão entre 1979 e 1991. Era irmão do ex-governador Jackson Lago.
Era casado com Sônia Ericeira Lago, com quem teve uma filha.

## Carreira política
Começou a carreira política em 1978 foi eleito deputado estadual.
Foi candidato a prefeito de Bacabal por seis tentativas, sem êxito.
Candidatou-se à vice-prefeito via PRP ao lado de Taugi Lago, mas não foi eleito. 
Numa tentativa de conquistar o segundo mandato de deputado estadual em 2006, foi derrotado. 
Ao final de sua carreira política como presidente do PDT de Bacabal, faleceu em São Paulo no dia 16 de agosto de 2010. Ele sofria de câncer de pulmão.